# Jon Strider
Jon Strider är en sångare, pianist, låtskrivare och producent från San Francisco. Sedan början på 2000-talet är han bosatt och verksam i Sverige. Upphovsman till Rythm 'n Folken.

## Diskografi (urval)

### Album
- Strider steps out   (1990 New sky records) (cassette/CD)
- Kindred way vol. 1   (1993 Kindred way records) (cassette/CD)
- Kindred way vol. 2   (1994 Kindred way records) (CD)
- "2000 Calling   (1998 New sky records) (CD)
- White Wings   (2005 New sky records) (CD)
- Meet theOfferingband (2008 New sky records) (CD)
- Fresh tracks   (2010, New sky records) (CD)
- "Road kill/Workin' girl   (2013 New sky records) (Double A-sided, CD single)